# Альфред Гірв
Альфред Гірв (ест. Alfred Hirv; *26 березня 1880, Печори — †26 травня 1918, Псков) — естонський художник, найбільше відомий своїми натюрмортами.

## Галерея
|                  |
| Натюрморт (1910) |

|                          |
| Натюрморт з раком (1910) |

|                              |
| Гола жінка з трояндою (1900) |

|                        |
| Картярі (Плата) (1910) |